# Dharampur (stato)
Lo Stato di Dharampur fu uno stato principesco del subcontinente indiano, avente per capitale la città di Dharampur.

## Georgrafia

Dharampur (in blu) nell'Agenzia di Surat

Lo stato di Dharampur copriva un'area di 1823 km² e ricadeva sotto l'Agenzia di Surat della Presidenza di Bombay.

## Storia
Lo stato di Dharampur venne fondato nel 1262. La sua capitale venne spostata a Mandvegan nel 1766 ed il villaggio venne rinominato Dharampur. Il 31 dicembre 1802 Dharampur divenne un protettorato britannico. Lo stato era retto dalla dinastia dei Rajput, ramo di Sisodhyia e questi avevano il titolo di Rana Maharana Sahib oltre ad un saluto con 9 colpi di cannone a salve nelle occasioni ufficiali.

## Governanti

### Rana Maharana Sahib
- ottobre 1680 - 1727 Sahadevji                         (m. 1727)
- 1727 - 1758 Ramdevji II                       (m. 1758)
- 1758 - 1774 Dharamdevji                       (m. 1774)
- 1774 - 1777 Narandevji I (Guman Singh)        (m. 1777)
- 1774 - 1777 Maharani Baiji Kushal             (m. 1784) Kunverba (f) (1ª volta) - reggente
- 1777 - 1784 Somdevji II (Abhay Singh)         (m. 1784)
- 1777 - 1784 Maharani Baiji Kushal             (s.a.) Kunverba (f) (2ª volta) - reggente
- 1784 - 1807 Rupdevji                          (n. 1783 - d. 1807)
- 1784 - 1800 Maharani Baiji Kushal Kunverba    (m. dopo il 1808) Sahib (f) - reggente
- 1807 - 1857 Vijaidevji I                      (m. 1857)
- 1857 - 20 gennaio 1860 Ramdevji III Vijayadevji          (m. 1860)
- 20 gennaio 1860 – 17 settembre 1891 Narayandevji Ramdevji              (n. ... - m. 1891)
- 1891 - 26 marzo 1921 Mohandevji Narayandevji            (n. 1863 - m. 1921)
- 26 marzo 1921 – 15 agosto 1947 Vijaidevji Mohandevji              (n. 1884 - m. 1952)